# Britta von der Heide
Britta von der Heide (* 1979) ist eine deutsche Fernsehjournalistin und Fernsehtrainerin.

## Leben
Britta von der Heide leitet die Abteilung Recherche beim Norddeutschen Rundfunk. Davor war sie von 2014 bis 2019 Reporterin und stellvertretende Leiterin im Ressort Investigation für die Recherchekooperation von NDR, WDR, SZ.
Von der Heide absolvierte 2003 ein Volontariat beim Norddeutschen Rundfunk. Zunächst arbeitete sie als Autorin bei der Satiresendung extra 3, dann ging sie als Reporterin und Redakteurin zu Panorama und zu Panorama – Die Reporter.
Seit 2013 gibt sie als Fernsehtrainerin Seminare für Redakteure, Filmautoren und Kameraleute, beispielsweise für den Österreichischen Rundfunk, Bayerischen Rundfunk oder die ARD.ZDF medienakademie.
2018 wurde sie Teammitglied in dem von Wolfgang Günther gegründeten Trainerverbund tv-handwerk.

## Preise und Auszeichnungen (Auswahl)
- Deutscher Hörbuchpreis 2020 in der Kategorie „Bester Podcast“ für Leonora – mit 15 zum IS[2][3]
- UMSICHT-Wissenschaftspreis 2018 für Der unsichtbare Feind – Tödliche Erreger aus Pharmafabriken[4]
- Film- und Fernsehpreis des Deutschen Hartmannbundes 2017 für Der unsichtbare Feind – Tödliche Erreger aus Pharmafabriken[5]
- Marler Medienpreis Menschenrechte 2017 für Erstickt im LKW – Das Ende einer Flucht[6]
- Nominierung: Deutscher Fernsehpreis 2017 mit Erstickt im LKW – Das Ende einer Flucht[7]
- Otto-Brenner-Preis 2010 für Die KiK-Story[8]
- Axel-Springer-Preis 2007 für Bezahlte Beiträge[9]